# Dihammaphora nigrita
Dihammaphora nigrita là một loài bọ cánh cứng trong họ Cerambycidae.